# ده سرخ‌پوست کوچولو (فیلم ۱۹۶۵)
ده سرخ‌پوست کوچولو (انگلیسی: Ten Little Indians) فیلمی بریتانیایی در سبک جنایی و معمایی است که در سال ۱۹۶۵ منتشر شد.

## بازیگران و شخصیت‌ها
| بازیگر            | نقش                   | توضیح                                  | شخصیت در کتاب         |
| ----------------- | --------------------- | -------------------------------------- | --------------------- |
| هیو اوبراین       | هیو لامبارد           | مهندس                                  | فیلیپ لامبارد         |
| شرلی ایتون        | آن کلاید              | منشی جدید آقای اوون                    | ورا کلیتورن           |
| استنلی هالووی     | ویلیام بلور           | کاراگاه خصوصی                          | ویلیام بلور           |
| دنیس پرایس        | دکتر ادوارد آرمسترانگ | پزشک                                   | دکتر ادوارد آرمسترانگ |
| ویلفرید هاید-وایت | قاضی آرتور کَنِن        | قاضی بازنشسته                          | قاضی لارنس وارگریو    |
| دالیا لاوی        | ایلونا بِرگِن           | بازیگر                                 | امیلی برنت            |
| ماریو آدورف       | جوزف گرومن            | خدمتکار و همسر السا                    | تامس راجرز            |
| لئو گن            | ژنرال سِر جان مندرِیک   | ژنرال بازنشسته ارتش                    | ژنرال جان مک‌آرتور     |
| مری‌آن هوپ         | السا گرومن            | آشپز و همسر جوزف                       | اتل راجرز             |
| فابیان فورته      | مایکل رِیوِن            | خواننده                                | آنتونی مارستون        |
| بیل میچل          | راوی                  | فقط صدا                                | _                     |
| کریستوفر لی       | یو‌.اِن اوون            | صدای نوار کاست (عدم ذکر نام در تیتراژ) | یولیک نورمن اوون      |